# Air América (película)
Air América es una película de Roger Spottiswoode basada en el libro homónimo publicado por Christopher Robbins en 1979 sobre la línea aérea que oficialmente no existió Air América, financiada por la CIA durante la guerra de Vietnam para transportar armas, granos y medicamentos a través Vietnam, Laos y Camboya.

## Argumento
Air America fue durante la guerra de Vietnam una línea aérea de la CIA. Con base en Laos, transporta soldados de un lugar a otro, y toda clase de material para el ejército y para los nativos. A Billy (Robert Downey Jr.) le ha sido retirada su licencia de piloto en los Estados Unidos y consigue un empleo como piloto en esa extraña aerolínea.
Su amigo Gene (Mel Gibson) también es piloto en Air America y comienzan a volar juntos. Al poco tiempo descubren que la aerolínea está siendo usada para el contrabando de heroína y Gene es un contrabandista de armas, que le vende armas a diferentes grupos insurgentes, espera acumular un buen dinero y luego retirarse cuando termine la guerra.
Además, un senador es enviado al lugar para investigar informes sobre tráfico de heroína en el lugar y los responsables del contrabando tienen que buscar a un chivo expiatorio para poder engañar al Senador al respecto, mostrar el éxito que tienen en la lucha contra el tráfico de drogas y están ganando la guerra, finalmente el ejército enemigo avanza y todos deben escapar, se roban un avión de carga y esperan trabajar haciendo vuelos de carga en la región.

## Reparto
- Mel Gibson - Gene Ryack
- Robert Downey Jr. - Billy Covington
- Nancy Travis - Corinne Landreaux
- Ken Jenkins - Mayor Donald Lemond
- David Marshall Grant - Rob Diehl
- Lane Smith - Senador Davenport
- Art LaFleur - Jack Neely
- Ned Eisenberg - Nick Pirelli
- Marshall Bell - Q.V.
- David Bowe - Saunders
- Burt Kwouk - General Lu Soong

## Producción
Hacia 1985 el cineasta Richard Rush se interesó por una novela satírica sobre los pilotos contratados por la CIA durante la guerra de Vietnam. Incluso contactó con Sean Connery y Kevin Costner para protagonizarla. Sin embargo, al final, Rush abandonó el proyecto y este fue a parar a manos de Roger Spottiswoode y con él cambió también el reparto. De esa manera los personajes protagónicos fueron interpretados por Mel Gibson y Robert Downey Jr., el cual no dudó en participar, porque tenía deseos de trabajar con él desde que le vio en Arma Letal 2 (1989).
El presupuesto de Air América ascendió a  35 millones de dólares implicando a un equipo de 300 personas que usó  49 localizaciones distintas en Tailandia, Londres, y Los Ángeles, usando entre 8 y 15 cámaras a la vez. 
Se alquilaron 26 aviones militares tailandeses para la película.

### Aviones de la película
- Fairchild C-123 Provider
- Pilatus PC-6
- UH-1 Iroquois